# توانا: آموزشکده جامعه مدنی
آموزشکده الکترونیکی توانا برای جامعه مدنی ایران، ارائه‌دهنده آموزش رایگان و منابع آموزشی آنلاین به زبان‌های انگلیسی و فارسی به ایرانیان است. این مؤسسه آموزشی، در تاریخ ۲۷ اردیبهشت ۱۳۸۹ خورشیدی، برابر با ۱۷ می ۲۰۱۰ میلادی تأسیس شد. دوره‌های آموزشی توانا از سوی آموزگاران آن به‌طور مستقیم و زنده و با بهره‌گیری از یک پلتفرم مجازی هدایت می‌شوند. جلسات زنده با منابع درسی مختلفی از قبیل پادکست، فروم گفتگو، ویدئو درس‌گفتارها و تکالیف خواندنی تکمیل می‌شوند.
آن‌طور که وب‌سایت این آموزشکده ادعا می‌کند: «توانا بر آن است تا به ایرانیان فرصت دهد تا از راه مطالعه موضوع‌های ممنوعه توسط نظام حاکم، از جمله دموکراسی، حقوق زنان، جدایی دین و دولت، درمان آسیب‌ها، امنیت دیجیتالی، روزنامه‌نگاری و غیره مقابله کنند.»

## تاریخچه
توانا در ۲۷ اردیبهشت ۱۳۸۹ توسط اکبر عطری و همسرش مریم معمار صادقی پایه‌گذاری شد. عطری دانش‌آموخته دانشگاه‌های «علامه طباطبایی» و «مفید» در ایران است. وی که یکی از رهبران پیشین جنبش دانشجویی در ایران محسوب می‌شود، از تدوین‌کنندگان فراخوان همه‌پرسی برای یک قانون اساسی دموکراتیک در ایران است. معمار صادقی نیز تا پیش از این تاریخ، مدیریت برنامه‌های ویژه خاورمیانه و شمال آفریقا را در مؤسسه آمریکایی «خانه آزادی» بر عهده داشته‌است.
توانا دوران تکوینی خود را در چارچوب مرکز آزادی در خاورمیانه با کسب اعتباری از دفتر دموکراسی، حقوق بشر و کار وزارت امور خارجه آغاز کرد، پس از آن توانا به‌طور مستقل و در قالب مؤسسه غیرانتفاعی تعامل مجازی برای آموزش مدنی (E-Collaborative for Civic Education یا ECCE)، فعالیت خود را ادامه داد.

## فعالیت‌ها
دوره‌های آموزشی توانا از سوی آموزگاران آن به‌طور مستقیم و زنده و با بهره‌گیری از یک پلتفورم مجازی هدایت می‌شوند. جلسات زنده با منابع درسی مختلفی از قبیل پادکست، فروم گفتگو، ویدئو درس‌گفتارها و تکالیف خواندنی تکمیل می‌گردند. بر پایهٔ گزارش‌های مطبوعاتی منتشر شده در سال ۲۰۱۴، در چهار سالی که از آغاز به کار توانا می‌گذرد، ۲۳۰۰ دانشجو در کلاس‌های زنده مؤسسه آموزش دیدند و ۷۸۰۰ دانشجوی دیگر نیز دوره‌های مکاتبه‌ای آموزشکده را تا به امروز دنبال کرده‌اند.
توانا همچنین گفتگوهایی را با شناخته‌شده‌ترین کنشگران ایرانی و بین‌المللی، از جمله با واتسلاو هاول و آذر نفیسی، انجام داده و ویدیوهای این مصاحبه‌ها را در فضای مجازی در اختیار علاقه‌مندان و دانشجویان خود قرار داده‌است. علاوه بر این‌ها، توانا مطالعات موردی متعددی دربارهٔ جنبش‌های مدنی برای دموکراسی و حقوق بشر و آزادی اینترنت ـ از جنبش حقوق مدنی در آمریکا در دهه شصت میلادی گرفته تا انقلاب‌های مخملی در سال‌ها و دهه‌های اخیر در اروپا و در دیگر نقاط دنیا ـ را در اختیار دانشجویان و کنشگران مدنی قرار داده‌است. اضافه بر منابع آموزشی یادشده، آموزشکده توانا ترجمه فارسی متون کلاسیک دموکراسی و نیز جستارها و کتاب‌های مختلفی از نویسندگان، کنشگران و رهبران مدنی ایرانی، آگهی خدمات عمومی و کتابخانه‌ای مجازی به زبان‌های فارسی و انگلیسی را در اختیار علاقه‌مندان قرار داده‌است.
با همکاری «مانا نیستانی»، کاریکاتوریست شناخته‌شده ایرانی، توانا دست به کار تهیه مجموعه‌ای کارتونی تحت عنوان «محله اعتدال» زده‌است. با نگاهی هفتگی و طنزآمیز به رویدادهای سیاسی دوران «اعتدال» ریاست حسن روحانی، «محله اعتدال» محله‌ای است خیالی، جایی در ایران و در دوران بعد از احمدی‌نژاد.
شبکه‌های اجتماعی توانا صفحات فیس‌بوک، توئیتر، گوگل‌پلاس، اینستاگرام، ساوندکلاود و یوتیوب را دربرمی‌گیرد. صفحه فیس‌بوک توانا، بر پایه آمار آبان ماه ۱۳۹۳، از سوی بیش از ۳۰۰ هزار نفر دنبال می‌شود. محتویات ویدئویی مؤسسه توانا از طریق شبکه‌های تلویزیونی ماهواره‌ای فارسی‌زبان «اندیشه» و «رها» و کردی‌زبان «ڕۆژههڵات» پخش می‌شوند.